# Ruf d'Antermont
Il Ruf de Antermont (o rio Antermont) è un torrente che scorre nel comune trentino di Canazei, in Val di Fassa.
L'Antermont nasce nella Val Lasties (vallata tra le torri del Sella); in località Pian de Frataces forma una cascata sul basalto colonnare. Il torrente conclude il suo percorso a Canazei, dove sfocia nell'Avisio.
Le acque del Ruf d'Antermont alimentano una centrale idroelettrica.